# Luka Mezgec
Luka Mezgec (født 27. juni 1988) er en professionel cykelrytter fra Slovenien, der er på kontrakt hos Team Jayco AlUla.
Ved Polen Rundt 2019 vandt han 2. og 5. etape. Ved sejren på 2. etape i Katowice blev han uofficiel rekordholder for hurtigste fart i en massespurt nogensinde, da han kom op på 82 kilometer i timen. Sejren var i øvrigt Mezgecs første på World Tour-niveau siden 2014, hvor han blandt andet vandt sidste etape af  Giro d'Italia.